# Pyrrhobryum latifolium
Pyrrhobryum latifolium är en bladmossart som beskrevs av Mitten 1868. Pyrrhobryum latifolium ingår i släktet Pyrrhobryum och familjen Rhizogoniaceae. Inga underarter finns listade i Catalogue of Life.